# Episodi di The Jeff Foxworthy Show (seconda stagione)
La seconda stagione della serie televisiva The Jeff Foxworthy Show è stata trasmessa in anteprima negli Stati Uniti d'America dalla NBC tra il 23 settembre 1996 e il 5 maggio 1997.
| nº | Titolo originale                     | Titolo italiano | Prima TV USA      | Prima TV Italia |
| -- | ------------------------------------ | --------------- | ----------------- | --------------- |
| 1  | Where the Donuts Are Good, Not Great |                 | 23 settembre 1996 |                 |
| 2  | The List Is Strife                   |                 | 30 settembre 1996 |                 |
| 3  | The Poor Sportsmen of the Apocalypse |                 | 7 ottobre 1996    |                 |
| 4  | My Dinner with Betty                 |                 | 14 ottobre 1996   |                 |
| 5  | The Gift                             |                 | 21 ottobre 1996   |                 |
| 6  | The Practical Joke                   |                 | 28 ottobre 1996   |                 |
| 7  | Puppy Love Triangle                  |                 | 11 novembre 1996  |                 |
| 8  | Like Florus, Like Son                |                 | 18 novembre 1996  |                 |
| 9  | The Thanksgiving Episode             |                 | 25 novembre 1996  |                 |
| 10 | Merry Christmas, Y'All               |                 | 16 dicembre 1996  |                 |
| 11 | Feud for Thought                     |                 | 6 gennaio 1997    |                 |
| 12 | Can't Teach an Old Dog New Tricks    |                 | 13 gennaio 1997   |                 |
| 13 | The Briarton Syndrome                |                 | 20 gennaio 1997   |                 |
| 14 | Jeff, You the Man                    |                 | 3 febbraio 1997   |                 |
| 15 | Big Dogs                             |                 | 17 febbraio 1997  |                 |
| 16 | Foxworthy Shall Rise Again           |                 | 3 marzo 1997      |                 |
| 17 | Gone Fishin'                         |                 | 10 marzo 1997     |                 |
| 18 | Mooseface Loves Nuzzles              |                 | 17 marzo 1997     |                 |
| 19 | The Good, the Bad and the Hairless   |                 | 7 aprile 1997     |                 |
| 20 | Real Men                             |                 | 14 aprile 1997    |                 |
| 21 | Wrestling Opera                      |                 | 28 aprile 1997    |                 |
| 22 | Twister of Fate                      |                 | 5 maggio 1997     |                 |
| 23 | Field of Schemes                     |                 | 5 maggio 1997     |                 |